# Camponotus consanguineus
Camponotus consanguineus är en myrart som först beskrevs av Smith 1861.  Camponotus consanguineus ingår i släktet hästmyror, och familjen myror. Inga underarter finns listade.